# Богуславская волость (Изюмский уезд)
Богуславская во́лость — историческая административно-территориальная единица Изюмского уезда Харьковской губернии с волостным правлением в слободе Богуславской.
По состоянию на 1885 год состояла из 11 поселений, 3 сельских общины. Население — 2669 человек (1324 человек мужского пола и 1345 — женского), 431 дворовое хозяйство.
|                       | Площадь | В т.ч. пахотной |
| --------------------- | ------- | --------------- |
| Сельских общин        | 2027    | 695             |
| Частной собственности | 11435   | 4698            |
| Другой собственности  | 66      | 63              |
| В целом               | 13528   | 5456            |

Основные поселения волости:
- Богуславская (Лысая Гора) - бывшая владельческая слобода при реке Северский Донец в 15 верстах от уездного города. В слободе волостное правление, 183 двора, 805 жителей, православная церковь, школа, постоялый двор.
- Глинская - бывшая владельческая деревня. В деревне 77 дворов, 699 жителей, конский загон.
- Ивановка - бывшая владельческая слобода при реке Северский Донец. В слободе 85 дворов, 455 жителей, православная церковь, лавка.

Храмы волости:
- Благовещенская церковь в слободе Богуславской.